# نوا (سوریه)
شهر نوا (به عربی: نوی) در استان درعا در کشور سوریه واقع شده‌است. جمعیت این شهر ۵۶٫۹۴۶ نفر است.